# Presidenti della Provincia di Imperia
Questo elenco riporta i responsabili dell'amministrazione provinciale di Imperia (Porto Maurizio fino al 1923).
Il presidente in carica è Claudio Scajola, indipendente di centro-destra, eletto il 19 dicembre 2021.

## Regno d'Italia (1861-1946)

### Presidenti del Consiglio provinciale (1861-1926)
- Giuseppe Airenti (1862-1866)
- Giuseppe Biancheri (1866-1867)
- Domenico Spinola (1867-1868)
- Giuseppe Airenti (1868-1870)
- Giuseppe Biancheri (1870-1908)
- Vincenzo Massabò (1908-1914)
- Francesco Rossi (1914-?)

### Presidenti della Deputazione provinciale (1889-1926)
| Nº | Nº | Ritratto | Nome            | Mandato | Mandato | Partito |
| Nº | Nº | Ritratto | Nome            | Inizio  | Fine    | Partito |
| -- | -- | -------- | --------------- | ------- | ------- | ------- |
| 1  |    |          | Luigi Ramoino   | 1889    | 1899    | ?       |
| 2  |    |          | Michele Ameglio | 1899    | 1914    | ?       |
| 3  |    |          | Carlo Falciola  | 1914    | ?       | ?       |

## Repubblica Italiana (dal 1946)

### Presidenti della Deputazione provinciale (1945-1951)
| Nº | Nº | Ritratto | Nome            | Mandato | Mandato | Partito |
| Nº | Nº | Ritratto | Nome            | Inizio  | Fine    | Partito |
| -- | -- | -------- | --------------- | ------- | ------- | ------- |
| 1  |    |          | Filippo Gazzano | 1945    | 1945    | ?       |
| 2  |    |          | Stefano Berio   | 1945    | 1951    | ?       |

### Presidenti della Provincia (dal 1951)

#### Eletti dal Consiglio provinciale (1951-1995)
| Nº | Nº | Ritratto | Nome                     | Mandato      | Mandato      | Partito              |
| Nº | Nº | Ritratto | Nome                     | Inizio       | Fine         | Partito              |
| -- | -- | -------- | ------------------------ | ------------ | ------------ | -------------------- |
| 1  |    |          | Stefano Berio            | 1951         | 1955         | ?                    |
| 2  |    |          | Guido Roggero            | 1955         | 1965         | Democrazia Cristiana |
| 3  |    |          | Manfredo Manfredi        | 1965         | 1975         | Democrazia Cristiana |
| 4  |    |          | Giovanni Battista Novaro | 1975         | 1981         | Democrazia Cristiana |
| 5  |    |          | Leone Pippione           | 1981         | ottobre 1984 | Democrazia Cristiana |
| 6  |    |          | Luciano De Michelis      | ottobre 1984 | 1995         | Democrazia Cristiana |

#### Eletti direttamente dai cittadini (1995-2015)
| Nº | Ritratto       | Ritratto        | Nome                                            | Mandato         | Mandato        | Partito                              | Coalizione | Coalizione          | Elezione |
| Nº | Ritratto       | Ritratto        | Nome                                            | Inizio          | Fine           | Partito                              | Coalizione | Coalizione          | Elezione |
| -- | -------------- | --------------- | ----------------------------------------------- | --------------- | -------------- | ------------------------------------ | ---------- | ------------------- | -------- |
| 7  |                |                 | Gabriele Boscetto                               | 1995            | 1999           | Forza Italia                         |            | FI-CDU-CCD-AN       | 1995     |
| 7  | 1999           | febbraio 2001   | Gabriele Boscetto                               |                 | FI-AN-CCD      | Forza Italia                         | 1999       |                     |          |
| –  |                |                 | Bruno Sbordone (Commissario straordinario)      | febbraio 2001   | 13 maggio 2001 | —                                    | —          | —                   | —        |
| 8  |                |                 | Giovanni Giuliano                               | 13 maggio 2001  | 31 maggio 2006 | Forza Italia Il Popolo della Libertà |            | FI-AN-CCD-CDU-LN    | 2001     |
| 8  | 31 maggio 2006 | 21 gennaio 2010 | Giovanni Giuliano                               |                 | FI-AN-UDC-LN   | Forza Italia Il Popolo della Libertà | 2006       |                     |          |
| –  |                |                 | Umberto Calandrella (Commissario straordinario) | 21 gennaio 2010 | 29 marzo 2010  | —                                    | —          | —                   | —        |
| 9  |                |                 | Luigi Sappa                                     | 29 marzo 2010   | 5 maggio 2015  | Il Popolo della Libertà Forza Italia |            | PdL-LN-Lista civica | 2010     |

#### Eletti dai sindaci e consiglieri della provincia (dal 2015)
| Nº | Nº | Ritratto | Nome            | Mandato          | Mandato        | Partito                       | Elezione |
| Nº | Nº | Ritratto | Nome            | Inizio           | Fine           | Partito                       | Elezione |
| -- | -- | -------- | --------------- | ---------------- | -------------- | ----------------------------- | -------- |
| 10 |    |          | Fabio Natta     | 5 maggio 2015    | 12 maggio 2019 | Partito Socialista Italiano   | 2015     |
| 11 |    |          | Domenico Abbo   | 12 maggio 2019   | 4 ottobre 2021 | Partito Democratico           | 2019     |
| 12 |    |          | Claudio Scajola | 19 dicembre 2021 | in carica      | Indipendente di centro-destra | 2021     |